# Мурсвілл (Північна Кароліна)
Мурсвілл (англ. Mooresville) — місто (англ. town) в США, в окрузі Еределл штату Північна Кароліна. Населення — 50 193 особи (2020).

## Географія
Мурсвілл розташований за координатами 35°35′7″ пн. ш. 80°49′27″ зх. д. / 35.58528° пн. ш. 80.82417° зх. д. (35.585200, -80.824073).  За даними Бюро перепису населення США в 2010 році місто мало площу 54,34 км², з яких 54,21 км² — суходіл та 0,13 км² — водойми. В 2017 році площа становила 62,22 км², з яких 62,03 км² — суходіл та 0,20 км² — водойми.

## Демографія
Згідно з переписом 2010 року, у місті мешкало 32 711 осіб у 12 374 домогосподарствах у складі 8405 родин. Густота населення становила 602 особи/км².  Було 13655 помешкань (251/км²).
Расовий склад населення:
| - 80,2 % — білих - 10,9 % — чорних або афроамериканців - 3,3 % — азіатів - 0,5 % — корінних американців - 2,7 % — осіб інших рас |

До двох чи більше рас належало 2,4 %. Частка іспаномовних становила 6,9 % від усіх жителів.
За віковим діапазоном населення розподілялося таким чином: 28,4 % — особи молодші 18 років, 61,8 % — особи у віці 18—64 років, 9,8 % — особи у віці 65 років та старші. Медіана віку мешканця становила 34,2 року. На 100 осіб жіночої статі у місті припадало 94,3 чоловіків;  на 100 жінок у віці від 18 років та старших — 91,2 чоловіків також старших 18 років.
Середній дохід на одне домашнє господарство  становив 76 280 доларів США (медіана — 63 792), а середній дохід на одну сім'ю — 88 929 доларів (медіана — 80 642). Медіана доходів становила 56 668 доларів для чоловіків та 36 313 долари для жінок. За межею бідності перебувало 10,3 % осіб, у тому числі 12,4 % дітей у віці до 18 років та 8,7 % осіб у віці 65 років та старших.
Цивільне працевлаштоване населення становило 16 640 осіб. Основні галузі зайнятості: освіта, охорона здоров'я та соціальна допомога — 22,1 %, роздрібна торгівля — 14,5 %, мистецтво, розваги та відпочинок — 13,6 %, виробництво — 13,5 %.